# 2998 Berendeya

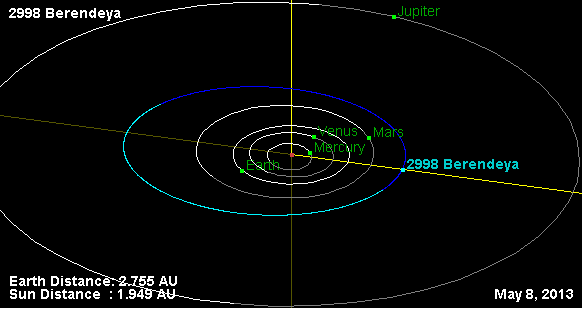
Orbita asteroidului 2998 Berendeya (Jet Propulsion Laboratory)

2998 Berendeya este un asteroid din centura principală, descoperit pe 3 octombrie 1975 de Liudmila Cernîh.